# Mikkel Hertz
Mikkel Hertz (født 1958) er journalist og var indtil 31. januar, 2021, nyhedsdirektør for TV 2 News, hvorefter han tiltrådte en stilling som Europa-korrespondent for TV 2.
Han er uddannet fra Danmarks Journalisthøjskole i 1983 og har tidligere været ansat som journalist ved TV-Avisen, ved Børsens Nyhedsmagasin og Morgenavisen Jyllands-Posten først som korrespondent i Berlin og New York, senere som redaktionschef. I 2005 blev han ansat som souschef på TV 2 Nyhederne. Han blev kanalchef for TV 2 News ved stationens etablering i december 2006 og nyhedsdirektør i 2015.
I sin bog Forfra (2021) skildrer Anders Langballe miljøet på TV 2 News under Mikkel Hertz' ledelse som værende kynisk og uden empati.
Mikkel Hertz har tidligere været tilknyttet det Konservative Folkepartis pressetjeneste.
I 1994 modtog Mikkel Hertz Cavlingprisen for sin dækning af omvæltningerne i Østeuropa og krigen i Bosnien.